# Saint-Bernard (Côte-d'Or)
Saint-Bernard è un comune francese di 437 abitanti situato nel dipartimento della Côte-d'Or nella regione della Borgogna-Franca Contea.

## Storia

### Simboli
Lo sfondo è composto dallo stemma attribuito a Bernardo di Chiaravalle; le due verghette simboleggiano la strada romana lungo la quale è situato il villaggio di Saint-Bernard.

## Società

### Evoluzione demografica
Abitanti censiti